# Squatina squatina
Pour les articles homonymes, voir Ange de mer.
Espèce
Statut de conservation UICN

CRA2bcd+3d : 
En danger critique
Répartition géographique
L’ange de mer commun, l’ange de mer, l’angel, l’antjou, le bourget, l’anelot, le martrame ou mordacle (Squatina squatina), est une espèce de poissons cartilagineux sélachimorphes. C’est une espèce en danger critique d’extinction (UICN) classée dans la liste des 100 espèces les plus menacées au monde. En France, à Nice, la baie des Anges lui doit son nom.

## Description et caractéristiques
Ces poissons pourraient être décrits comme des requins très aplatis ou comme des raies au corps fusiforme. La queue est effilée et surmontée de deux courts ailerons dorsaux arrondis. Les nageoires pectorales, fusionnées avec le corps, forment deux « ailes » de part et d'autre du thorax - la tête est cependant séparée de cet ensemble, contrairement aux raies. Leur peau est brune avec des taches plus foncées, et la face ventrale est blanche.
Leur taille est comprise entre 1,83 et 2,44 mètres. 

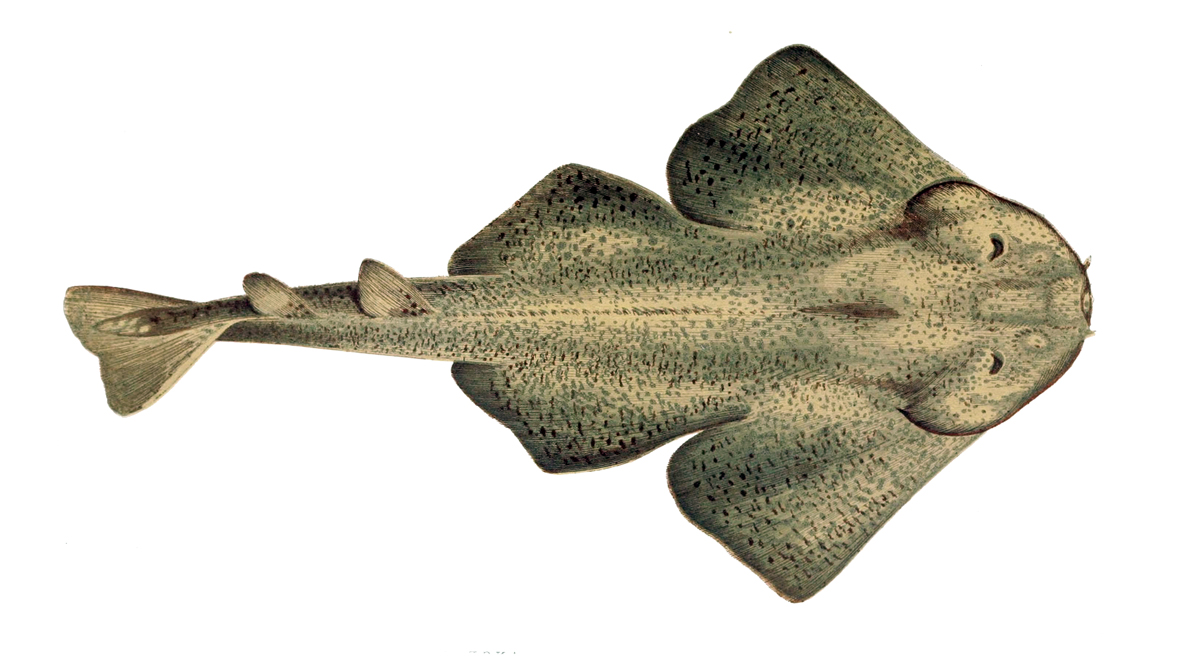
Ancien dessin naturaliste.
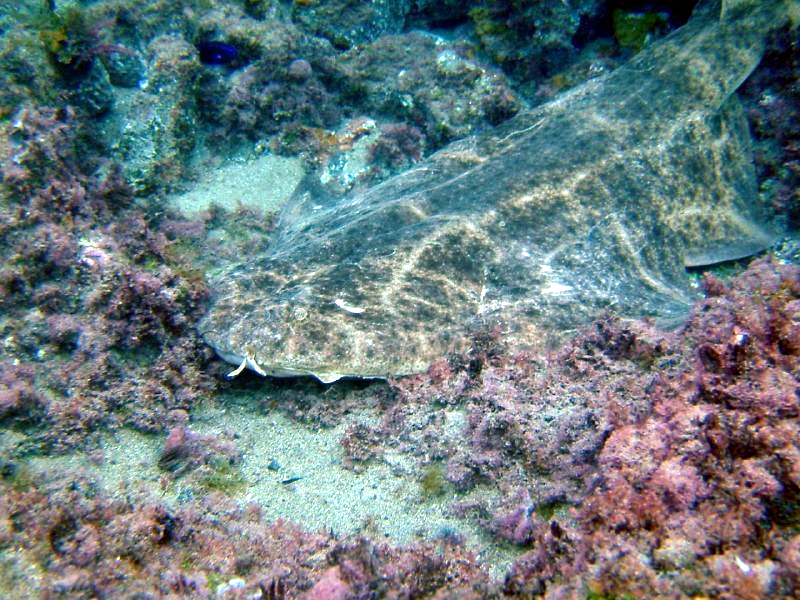
Spécimen observé à Lanzarote.
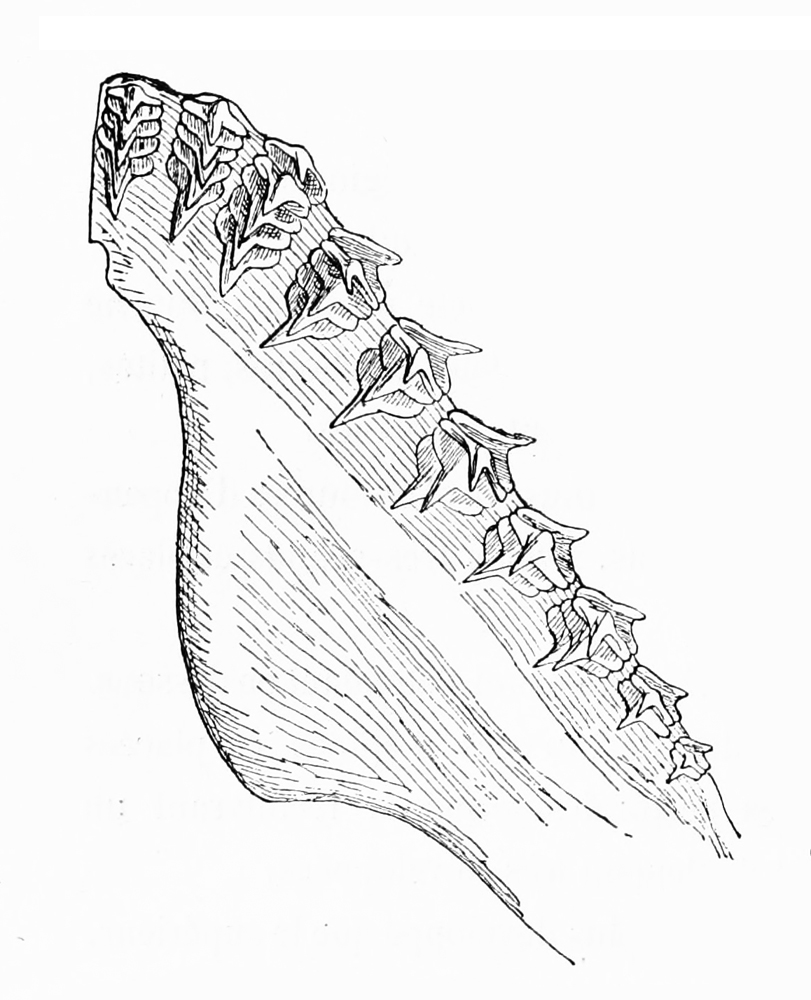
Dessin d'une maxillaire, montrant les dents.
- Vidéo montrant la nage d'un ange de mer commun.

## Habitat et répartition
Il se rencontre au niveau du plateau continental des côtes du nord-est de l’Atlantique, du sud de la Norvège à l’ouest du Sahara et en Méditerranée, entre les latitudes 65° N and 15° N, à 150 mètres de profondeur. 
Une population encore importante survit aux îles Canaries, et notamment à Lanzarote. 

## Biologie
L’ange de mer se tient généralement à l'affût à demi-enterré sur le fond en attendant qu’une proie passe à sa portée. Il se nourrit de poissons osseux, de raies, de crustacés et de mollusques. Il est ovovivipare.

## Utilisation
Selon Pline l'ancien (qui nomme déjà cet animal squatina dans son Histoire Naturelle), la peau de ce poisson, épaisse, rugueuse et couverte de denticules, était utilisée dans l'Antiquité pour polir le bois et l'ivoire.

## Menaces et conservation
Cette espèce est considérée par les halieuticiens comme en danger critique d'extinction depuis 2006 et classée dans la liste des 100 espèces les plus menacées au monde par l'UICN depuis le UICN (23 janvier 2023). Le nombre d'individus a diminué d'au moins 80 % ces 45 dernières années. Le déclin de l'espèce est majoritairement dû aux activités humaines, l'ange de mer étant souvent une victime collatérale de la pêche intensive, notamment au chalut.